# The Ratchet & Clank Trilogy
The Ratchet & Clank Trilogy (conosciuto nell'America del Nord come Ratchet & Clank Collection) è una raccolta di videogiochi per PlayStation 3 e PlayStation Vita che comprende la versione rimasterizzata in alta definizione dei primi 3 capitoli per PlayStation 2 della saga di Ratchet & Clank. Essi sono riprodotti in 1080p + 60 fps con supporto 3D (720p + 30 fps), supporto trofei e modalità online di Ratchet & Clank 3 supportata da PlayStation Network.
Questo videogioco era stato inizialmente annunciato da Amazon France il 2 marzo 2012 col nome Ratchet & Clank HD Collection, ma fu annunciato ufficialmente da Sony Computer Entertainment Europe il 15 marzo 2012. I giochi originali furono sviluppati da Insomniac Games, ma la nuova resa grafica è ad opera dello studio Idol Minds. Il gioco e la storia non hanno subito cambiamenti, ma tutti e tre i videogiochi hanno una grafica notevolmente migliorata e sono stati corretti anche alcuni errori presenti nelle versioni originali, anche se alcune imperfezioni dal punto di vista grafico si sono aggiunte.
La raccolta è stata creata per festeggiare il 10º anniversario della saga di Ratchet & Clank.

## Capitoli
- Ratchet & Clank
- Ratchet & Clank 2: Fuoco a volontà
- Ratchet & Clank 3

## Correzioni
Rispetto alle versioni precedenti per PS2, i 3 giochi hanno subito un notevole miglioramento grafico, e sono stati corretti alcuni errori o bug presenti nelle versioni precedenti. Nel primo Ratchet & Clank, ad esempio, grazie ad un semplice exploit attivabile con il gadget olomaschera era possibile entrare nella gara di hoverboard di Blackwater City a piedi per poter usufruire di un glitch che garantiva bolt illimitati. Sebbene il bug sia stato corretto, tuttavia, ci sono ancora diversi metodi e glitch per entrare nel circuito senza hoverboard.

## Nuovi bug
Nonostante il miglioramento grafico, le nuove versioni sono state oggetto di molte critiche da parte dei fan, poiché presentano molti nuovi bug grafici, riscontrabili soprattutto in Ratchet & Clank 2 e 3. Alcuni di essi sono:
- In tutti e tre i giochi è presente un'imperfezione alle palpebre dei personaggi che talvolta le fa "scomparire" all'interno dell'occhio.
- L'errore forse più evidente è presente in Ratchet & Clank 2 e 3, in cui il casco di Ratchet, nelle scene di intermezzo, è erroneamente molto più grande della sua testa.
- In Ratchet & Clank 2 e 3 alcuni effetti sonori e dialoghi durante il gameplay non sono più udibili.

Nonostante questi bug largamente segnalati dai fan, ad oggi Idol Minds non ha ancora pubblicato una patch di correzione.

## Curiosità
- Sulla copertina, nel libretto di istruzioni e anche nella schermata iniziale del gioco sono presenti immagini comparse in Ratchet & Clank: Armi di distruzione, Ratchet & Clank: A spasso nel tempo e in Ratchet & Clank: Tutti per uno, anziché quelle comparse nei capitoli per PS2.

## Accoglienza
La rivista Play Generation diede alla versione per PlayStation 3 un punteggio di 90/100, apprezzando le tre avventure d'azione di alto livello e definì "ottima e a buon prezzo" la riedizione in HD e come contro la presenza di qualche sporadico rallentamento ma per nulla fastidioso, finendo per trovarla una compilation con tre avventure ricche d'azione che brillano ancora più che in passato grazie all'alta definizione.